# Sólheimaháls
Sólheimaháls är en kulle i republiken Island. Den ligger i regionen Norðurland vestra, 180 km nordost om huvudstaden Reykjavík. Toppen på Sólheimaháls är 281 meter över havet, eller 140 meter över den omgivande terrängen. Bredden vid basen är 2,7 km.
Trakten runt Sólheimaháls är nära nog obefolkad, med mindre än två invånare per kvadratkilometer. Närmaste större samhälle är Blönduós, omkring 15 kilometer nordväst om Sólheimaháls. Trakten runt Sólheimaháls består i huvudsak av gräsmarker.